# Veikkausliiga 2011
La Veikkausliiga 2011 fue la 81va. temporada de la Primera División de Finlandia. La temporada comenzó el 2 de mayo de 2011 y finalizó el 29 de octubre de 2011. El campeón fue el club HJK Helsinki que consiguió su 24° título de liga.
La liga originalmente iba a tener 14 equipos, pero al Oulu le fue negada una licencia debido a la mala situación económica del club y el Tampere United fue excluido de todas las competiciones oficiales de la Federación Finlandesa de Fútbol debido a romper las reglas de la asociación, por lo tanto la liga se jugó con sólo 12 equipos. 

## Ascenso y descenso
| Pos. | Descendidos de la Veikkausliiga 2010 |
| ---- | ------------------------------------ |
| 7º   | Tampere United                       |
| 11º  | Oulu                                 |
| 14º  | Lahti                                |

| Pos. | Ascendidos de la Ykkönen 2010 |
| ---- | ----------------------------- |
| 1º   | RoPs                          |

## Clubes
| Club          | Ciudad       | Estadio                | Capacidad |
| ------------- | ------------ | ---------------------- | --------- |
| Haka          | Valkeakoski  | Tehtaan kenttä         | 3,516     |
| HJK           | Helsinki     | Sonera Stadium         | 10,770    |
| Honka         | Espoo        | Tapiolan Urheilupuisto | 6,000     |
| Inter Turku   | Turku        | Veritas Stadion        | 9,372     |
| Jaro          | Pietarsaari  | Jakobstads Centralplan | 5,000     |
| JJK           | Jyväskylä    | Harjun stadion         | 3,000     |
| KuPS          | Kuopio       | Magnum Areena          | 3,500     |
| IFK Mariehamn | Mariehamn    | Wiklöf Holding Arena   | 1,600     |
| MyPa          | Anjalankoski | Saviniemi              | 4,167     |
| RoPs          | Rovaniemi    | Keskuskenttä           | 3,400     |
| TPS           | Turku        | Veritas Stadion        | 9,372     |
| VPS           | Vaasa        | Hietalahti Stadium     | 4,600     |

## Sistema de competición
Los doce equipos participantes jugaron entre sí todos contra todos tres veces totalizando 33 partidos cada uno, al término de la jornada 33 el primer clasificado obtuvo un cupo para la segunda ronda de la Liga de Campeones 2012-13, mientras que el segundo y tercer clasificado obtuvieron un cupo para la primera ronda de la Liga Europea 2012-13; por otro lado el último clasificado descendió a la Segunda División 2012
Un tercer cupo para la primera ronda de la Liga Europea 2012-13 fue asignado al campeón de la Copa de Finlandia.

## Tabla de posiciones
| Pos. | Equipo           | Pts. | PJ | G  | E  | P  | GF | GC | Dif. | Clasificación 2012–13                 |
| ---- | ---------------- | ---- | -- | -- | -- | -- | -- | -- | ---- | ------------------------------------- |
| 1    | HJK              | 81   | 33 | 26 | 3  | 4  | 86 | 23 | +63  | Segunda ronda de la Liga de Campeones |
| 2    | Inter Turku      | 57   | 33 | 16 | 9  | 8  | 70 | 44 | +26  | Segunda ronda de la Liga Europea      |
| 3    | JJK              | 54   | 33 | 14 | 12 | 7  | 60 | 48 | +12  | Primera ronda de la Liga Europea      |
| 4    | Honka            | 53   | 33 | 13 | 14 | 6  | 57 | 40 | +17  |                                       |
| 5    | TPS              | 50   | 33 | 13 | 11 | 9  | 48 | 44 | +4   |                                       |
| 6    | KuPS             | 40   | 33 | 10 | 10 | 13 | 44 | 55 | −11  | Primera ronda de la Liga Europea      |
| 7    | IFK Mariehamn    | 38   | 33 | 10 | 8  | 15 | 39 | 47 | −8   |                                       |
| 8    | MyPa             | 38   | 33 | 11 | 5  | 17 | 39 | 52 | −13  | Primera ronda de la Liga Europea      |
| 9    | VPS              | 37   | 33 | 8  | 13 | 12 | 32 | 44 | −12  |                                       |
| 10   | Haka             | 37   | 33 | 10 | 7  | 16 | 36 | 60 | −24  |                                       |
| 11   | Jaro Pietarsaari | 31   | 33 | 7  | 10 | 16 | 49 | 64 | −15  |                                       |
| 12   | RoPS             | 23   | 33 | 5  | 8  | 20 | 39 | 78 | −39  | Descenso a Ykkönen 2012               |

Actualizado a los partidos jugados el 29 de octubre de 2011.
 Fuente: Soccerway
Notas:
1. ↑  El HJK ganó la Copa de Finlandia y obtuvo una plaza para participar en la Liga Europa 2012-13 pero, al encontrarse este equipo clasificado a través de su posición de Liga para disputar la Liga de Campeones, la plaza obtenida a través de la Copa recayó sobre el subcampeón de copa, el : KuPS
2. ↑  Finlandia estaba entre las tres mejores federaciones en el ranking Fair Play de la UEFA y, por lo tanto, recibió un lugar adicional en la Primera ronda de clasificación de la Europa League

## Tabla de resultados cruzados
| Local \ Visitante | HAK | HJK | HON | INT | JAR | JJK | KPS | MAR | MYP | RPS | TPS | VPS |
| ----------------- | --- | --- | --- | --- | --- | --- | --- | --- | --- | --- | --- | --- |
| Haka              | —   | 0–5 | 2–2 | 2–0 | 3–1 | 0–2 | 1–0 | 0–2 | 1–2 | 2–0 | 0–1 | 0–0 |
| HJK               | 5–2 | —   | 2–1 | 1–0 | 1–0 | 6–2 | 4–1 | 1–0 | 4–1 | 5–1 | 6–0 | 3–0 |
| Honka             | 1–1 | 0–2 | —   | 2–3 | 4–1 | 0–0 | 3–1 | 2–0 | 1–1 | 1–0 | 1–2 | 1–1 |
| Inter Turku       | 6–1 | 1–1 | 4–0 | —   | 2–0 | 2–0 | 4–4 | 2–0 | 1–1 | 3–0 | 0–0 | 3–1 |
| Jaro              | 1–2 | 1–0 | 2–2 | 1–3 | —   | 1–1 | 1–1 | 4–0 | 1–5 | 8–2 | 1–1 | 2–0 |
| JJK               | 4–2 | 0–2 | 2–2 | 1–0 | 3–3 | —   | 2–0 | 2–1 | 1–0 | 3–0 | 1–1 | 2–0 |
| KuPS              | 1–2 | 2–4 | 0–2 | 0–1 | 1–1 | 4–4 | —   | 2–1 | 2–0 | 1–0 | 1–1 | 2–1 |
| IFK Mariehamn     | 2–1 | 2–0 | 1–0 | 1–0 | 3–1 | 2–2 | 2–2 | —   | 1–1 | 3–3 | 0–1 | 0–1 |
| MyPa              | 3–0 | 0–2 | 0–1 | 2–3 | 2–1 | 2–1 | 1–0 | 0–2 | —   | 0–4 | 0–0 | 1–0 |
| RoPS              | 1–2 | 1–4 | 1–2 | 3–4 | 1–0 | 1–2 | 0–0 | 1–1 | 2–1 | —   | 1–1 | 1–1 |
| TPS               | 2–0 | 2–0 | 2–4 | 2–1 | 1–3 | 2–3 | 5–0 | 2–0 | 2–1 | 2–1 | —   | 1–1 |
| VPS               | 1–1 | 0–2 | 1–1 | 3–3 | 0–0 | 1–1 | 1–1 | 1–0 | 1–2 | 2–1 | 2–1 | —   |

| Local \ Visitante | HAK | HJK | HON | INT | JAR | JJK | KPS | MAR | MYP | RPS | TPS | VPS |
| ----------------- | --- | --- | --- | --- | --- | --- | --- | --- | --- | --- | --- | --- |
| Haka              | —   | 1–3 | 0–4 | —   | —   | —   | 2–1 | 1–1 | —   | 0–1 | —   | —   |
| HJK               | —   | —   | —   | 4–2 | 6–0 | 0–0 | 1–0 | —   | —   | 5–0 | —   | 2–0 |
| Honka             | —   | 1–1 | —   | —   | 1–1 | 2–2 | —   | —   | 2–0 | 5–2 | 1–1 | —   |
| Inter Turku       | 1–1 | —   | 2–2 | —   | —   | 2–1 | —   | 2–0 | 5–2 | 6–2 | —   | —   |
| Jaro              | 1–1 | —   | —   | 3–2 | —   | 2–3 | 1–1 | —   | 2–4 | —   | —   | 0–1 |
| JJK               | 2–1 | —   | —   | —   | —   | —   | 1–2 | 2–0 | 4–0 | —   | —   | 1–2 |
| KuPS              | —   | —   | 1–4 | 2–1 | —   | —   | —   | 2–1 | 2–0 | —   | 2–0 | 4–2 |
| IFK Mariehamn     | —   | 0–2 | 1–1 | —   | 5–2 | —   | —   | —   | —   | 5–2 | 0–3 | —   |
| MyPa              | 2–0 | 0–1 | —   | —   | —   | —   | —   | 0–1 | —   | 2–0 | —   | 2–3 |
| RoPS              | —   | —   | —   | —   | 0–2 | 3–3 | 1–1 | —   | —   | —   | 3–1 | 0–0 |
| TPS               | 1–2 | 2–1 | —   | 1–1 | 2–1 | 2–2 | —   | —   | 1–1 | —   | —   | —   |
| VPS               | 1–2 | —   | 0–1 | 0–0 | —   | —   | —   | 1–1 | —   | —   | 3–2 | —   |

## Goleadores
| Pos. | Jugador           | Club        | Goles |
| ---- | ----------------- | ----------- | ----- |
| 1    | Timo Furuholm     | Inter Turku | 22    |
| 2    | Tamás Gruborovics | JJK         | 16    |
| 2    | Mika Ojala        | Inter Turku | 16    |
| 2    | Akseli Pelvas     | HJK         | 16    |
| 5    | Henri Lehtonen    | Inter Turku | 15    |
| 5    | Berat Sadik       | HJK         | 15    |
| 5    | Demba Savage      | Honka       | 15    |
| 8    | Babatunde Wusu    | JJK         | 14    |
| 9    | Papa Niang        | Jaro        | 11    |
| 9    | Teemu Pukki       | HJK         | 11    |